# Grégory Gadebois
Grégory Gadebois (Gruchet-le-Valasse, 24 luglio 1976) è un attore francese.

## Biografia
Gadebois ha studiato al Conservatoire national supérieur d'art dramatique, nella stessa classe di Catherine Hiegel e Dominique Valadié. Membro della Comédie-Française dal 2006 al 2012, quell'anno ha vinto il premio César per la migliore promessa maschile per la sua interpretazione nel film Angèle e Tony. Caratterista prolifico, è stato candidato altre due volte al premio, nel 2014 come migliore attore per Mon âme par toi guérie e nel 2020 come migliore attore non protagonista per la sua interpretazione nei panni di Hubert Joseph Henry nel film di Roman Polański L'ufficiale e la spia.

## Filmografia

### Cinema
- Le Chignon d'Olga, regia di Jérôme Bonnell (2002)
- La Blessure, regia di Nicolas Klotz (2004)
- Les Yeux clairs, regia di Jérôme Bonnell (2005)
- Un truc dans le genre, regia di Alexandre Ciolek (2005)
- Les Âmes grises, regia di Yves Angelo (2005)
- L'École pour tous, regia di Éric Rochant (2006)
- Pars vite et reviens tard, regia di Régis Wargnier (2007)
- Très bien, merci, regia di Emmanuelle Cuau (2007)
- Capitaine Achab, regia di Philippe Ramos (2007)
- Le dernier gang, regia di Ariel Zeitoun (2007)
- L'ultima missione (MR 73), regia di Olivier Marchal (2008)
- La frontière de l'aube, regia di Philippe Garrel (2008)
- Go Fast, regia di Olivier Van Hoofstadt (2008)
- Musée haut, musée bas, regia di Jean-Michel Ribes (2008)
- Gainsbourg (vie héroïque), regia di Joann Sfar (2010)
- Une exécution ordinaire, regia di Marc Dugain (2010)
- Angèle e Tony (Angèle et Tony), regia di Alix Delaporte (2010)
- La Ligne droite, regia di Régis Wargnier (2011)
- La Femme du Vème, regia di Paweł Pawlikowski (2011)
- Addio mia regina (Les Adieux à la Reine), regia di Benoît Jacquot (2012)
- À moi seule, regia di Frédéric Videau (2012)
- Augustine, regia di Alice Winocour (2012)
- Je me suis fait tout petit, regia di Cécilia Rouaud (2012)
- Goodbye Morocco, regia di Nadir Moknèche (2012)
- Pop Redemption, regia di Martin Le Gall (2013)
- Le Prochain film, regia di René Féret (2013)
- Mon âme par toi guérie, regia di François Dupeyron (2013)
- Brèves de comptoir, regia di Jean-Michel Ribes (2014)
- Le Dernier Coup de marteau, regia di Alix Delaporte (2014)
- Coup de chaud, regia di Raphaël Jacoulot (2015)
- Au plus près du soleil, regia di Yves Angelo (2015)
- Sono dappertutto (Ils sont partout), regia di Yvan Attal (2016)
- Cessez-le-feu, regia di Emmanuel Courcol (2016)
- Ouvert la nuit, regia di Édouard Baer (2016)
- Il mio Godard (Le Redoutable), regia di Michel Hazanavicius (2017)
- Nos Patriotes, regia di Gabriel Le Bomin (2017)
- Vulnerabili (Espèces menacées), regia di Gilles Bourdos (2017)
- Marvin, regia di Anne Fontaine (2017)
- Normandie nue, regia di Philippe Le Guay (2018)
- Pupille - In mani sicure (Pupille), regia di Jeanne Herry (2018)
- Le jeu, regia di Fred Cavayé (2018)
- Raoul Taburin, regia di Pierre Godeau (2018)
- Pauvre Georges!, regia di Claire Devers (2018)
- L'ufficiale e la spia (J'accuse), regia di Roman Polański (2019)
- Police, regia di Anne Fontaine (2020)
- Délicieux - L'amore è servito (Délicieux), regia di Éric Besnard (2021)
- Présidents, regia di Anne Fontaine (2021)
- È andato tutto bene (Tout s'est bien passé), regia di François Ozon (2021)
- Chère Léa, regia di Jérôme Bonnell (2021)
- En attendant Bojangles, regia di Régis Roinsard (2021)
- Le Trésor du petit Nicolas, regia di Julien Rappeneau (2021)
- A criança, regia di Marguerite de Hillerin e Félix Dutilloy-Liégeois (2021)
- Maria e l'amore (Maria rêve), regia di Lauriane Escaffre e Yvonnick Muller (2022)
- Cut! Zombi contro zombi, (Coupez!) regia di Michel Hazanavicius (2022)
- La verità secondo Maureen K. (La syndicaliste), regia di Jean-Paul Salomé (2022)
- Un colpo di fortuna - Coup de chance (Coup de Chance), regia di Woody Allen (2023)
- La misura del dubbio (Le fil), regia di Daniel Auteuil (2024)
- Una barca in giardino (Slocum et moi), regia di Jean-François Laguionie (2024) - doppiatore
- Louise Violet, regia di Éric Besnard (2024)

### Televisione
- D'Artagnan e i tre moschettieri (D'Artagnan et les Trois Mousquetaires) – miniserie TV, 2 puntate (2005)
- Cyrano de Bergerac, regia di Andy Sommer – film TV (2007)
- Chez Maupassant – serie TV, episodio 2x03 (2008)
- Un village français – serie TV, episodio 1x05 (2009)
- La Bonté des femmes, regia di Yves Angelo e Marc Dugain – film TV (2011)
- Rituels meurtriers, regia di Olivier Guignard – film TV (2011)
- Drumont, histoire d'un antisémite français, regia di Emmanuel Bourdieu – film TV (2011)
- Rapace, regia di Claire Devers – film TV (2012)
- Chien de guerre, regia di Fabrice Cazeneuve – film TV (2012)
- Berthe Morisot, regia di Caroline Champetier – film TV (2012)
- Clémenceau, regia di Olivier Guignard – film TV (2012)
- Alias Caracalla, au cœur de la Résistance – miniserie TV, 1 puntata (2013)
- Une femme dans la Révolution – miniserie TV, 2 puntate (2013)
- Les Revenants – serie TV, 16 episodi (2012-2015)
- Des fleurs pour Algernon, regia di Yves Angelo – film TV (2015)
- Zorro – serie TV, (2024)

### Cortometraggi
- Pilou, regia di Claudine Natkin (2004)
- Sur ses deux oreilles, regia di Emma Luchini (2007)
- Marcher, regia di Jeanne Herry (2009)
- L'Accordeur, regia di Olivier Treiner (2010)
- Hymen, regia di Cédric Prévost (2010)
- Micha Mouse, regia di Mathieu Busson (2011)
- La Part de Franck, regia di Dominique Baumard (2011)
- La Ville Lumière, regia di Pascal Tessaud (2012)
- Portraits de maîtresses, regia di Rocco Labbé (2013)
- Géraldine je t'aime, regia di Emmanuel Courcol (2013)
- Seances, regia di Guy Maddin (2015)
- Monsieur Hernst, regia di Vincent Cappello (2016)
- Pile poil, regia di Lauriane Escaffre e Yvonnick Muller (2019)

## Doppiatori italiani
Nelle versioni in italiano nelle opere in cui ha recitato, Grégory Gadebois è stato doppiato da:
- Dario Oppido in Vulnerabili, Délicieux - L'amore è servito, La misura del dubbio
- Roberto Stocchi in Le jeu, L'ufficiale e la spia, Zorro
- Massimo Rossi in Angèle e Tony
- Massimo Bitossi in Les Revenants
- Emiliano Reggente in Sono dappertutto
- Paolo Marchese in Il mio Godard
- Enrico Di Troia in È andato tutto bene
- Stefano Alessandroni in Cut! Zombi contro zombi
- Teo Bellia in La verità secondo Maureen K.
- Luca Biagini in Un colpo di fortuna - Coup de chance

## Riconoscimenti
- Premio César
  - 2012 – Migliore promessa maschile per Angèle e Tony
  - 2014 – Candidatura al migliore attore per Mon âme par toi guérie
  - 2020 – Candidatura al migliore attore non protagonista per L'ufficiale e la spia
- Premio Lumière
  - 2012 – Candidatura alla migliore promessa maschile per Angèle e Tony